# The Arctic Convoy
 (août 2024).
Si vous disposez d'ouvrages ou d'articles de référence ou si vous connaissez des sites web de qualité traitant du thème abordé ici, merci de compléter l'article en donnant les références utiles à sa vérifiabilité et en les liant à la section « Notes et références ».
Pour les articles homonymes, voir The Arctic Convoy.
Pour plus de détails, voir Fiche technique et Distribution.
The Arctic Convoy est un film norvégien réalisé par Henrik Martin Dahlsbakken, sorti en 2023. Le scénario s'appuie sur l'histoire du Convoi PQ 17 qui a relié l'Islande à la Russie en juillet 1942. Le seul personnage féminin du film est inspiré de Fern Blodgett Sunde (en), la première femme opératrice radio à bord d'un navire marchand norvégien.

## Synopsis
En 1942, un cargo à l'équipage norvégien faisant partie d'un convoi allié de l'Arctique chargé de ravitailler la Russie décide de poursuivre sa route, à la suite de l'éparpillement du convoi et la retraite de son escorte, en effectuant un voyage périlleux dans des eaux parmi les plus hostiles. 

## Fiche technique
- Titre original : Konvoi
- Titre français : The Arctic Convoy
- Réalisation : Henrik Martin Dahlsbakken
- Scénario : Christian Sibenherz, Harald Rosenløw-Eeg, Lars Gudmestad
- Photographie : Oskar Dahlsbakken
- Montage :
- Musique : Johannes Ringen
- Producteurs : Martin Sundland, Catrin Gundersen, Thea Benedikte Karlsen
- Sociétés de production : Fantefilm
- Pays d'origine : Norvège
- Format : Couleurs - 35 mm - 2.35 : 1
- Genre : drame, Guerre
- Durée : 108 minutes
- Date de sortie :
  - 25 décembre 2023 : Norvège
  - 20 juillet 2024 : France, Canal +

## Distribution
- Anders Baasmo Christiansen : le capitaine Skar
- Tobias Santelmann : Mørk, son second
- Heidi Ruud Ellingsen (no) : Ragnhild, l'opératrice radio
- Preben Hodneland (no) : Lars
- Adam Lundgren : Johan
- Fredrik Stenberg Ditlev-Simonsen (sv) : Martinsen
- Jon Ranes : Sigurd
- Jakob Fort (no) : Evensen
- Tord Kinge (no) : Isaksen